# Эбер Ушер, Альберто
Альберто Эбер Ушер (исп. Alberto Héber Usher; 1 мая 1918, Монтевидео, Уругвай — 19 января 1981, там же) — уругвайский государственный деятель, председатель Национального Совета Правительства Уругвая (1966—1967).

## Биография
В молодости он изучал архитектуру и работал в качестве биржевого маклера. Являлся членом Национальной партии, в 1958 г. был избран от неё в Палату депутатов.
В 1963—1967 гг. — член, в 1966—1967 гг. — председатель Национального Совета Правительства Уругвая. Его срок полномочий совпал с конституционными изменениями, в соответствии с которыми был вновь введён пост президента страны. В 1966 г. неудачно баллотировался на пост президента, пять лет спустя вновь участвовал в выборах в качестве кандидата в вице-президенты в паре с Марио Агуэррондо.
В 1970—1971 гг. возглавлял Совет Национальной партии. Однако в 1976 г., после принятия институционального Закона № 4, был лишен возможности заниматься политической деятельностью.
Его брат, Марио Эбер, был видным общественным деятелем и лидером оппозиции во время правления военно-гражданской администрации (1973—1985), племянник политика — Луис Альберто Эбер - являлся заместителем председателя Национальной партии и сенатором.